# 嘉布遣山
47°48′16″N 13°3′26″E / 47.80444°N 13.05722°E

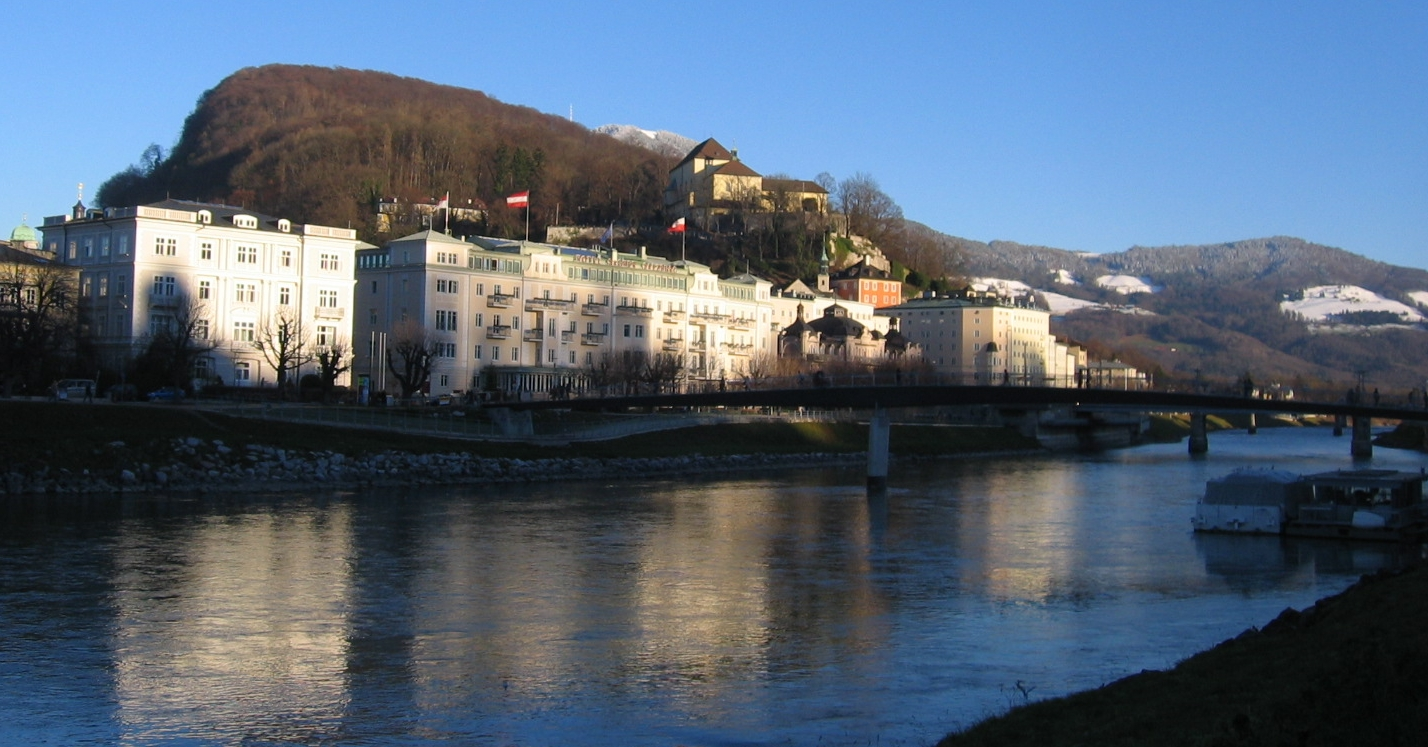
嘉布遣山

嘉布遣山（Kapuzinerberg）是奥地利萨尔茨堡的一座山，海拔 640 米，位于薩爾察赫河东岸。

## 历史

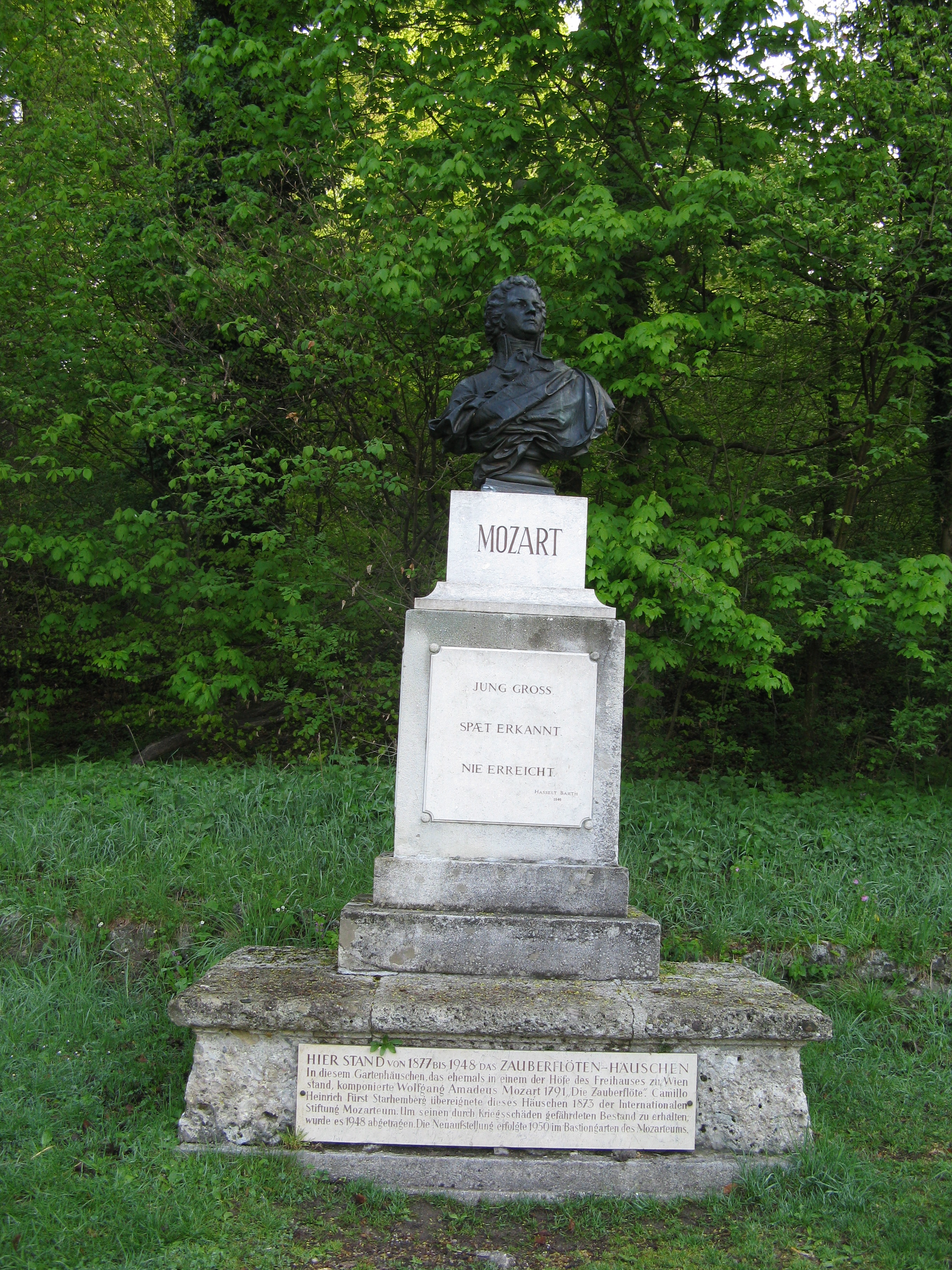
莫扎特纪念地

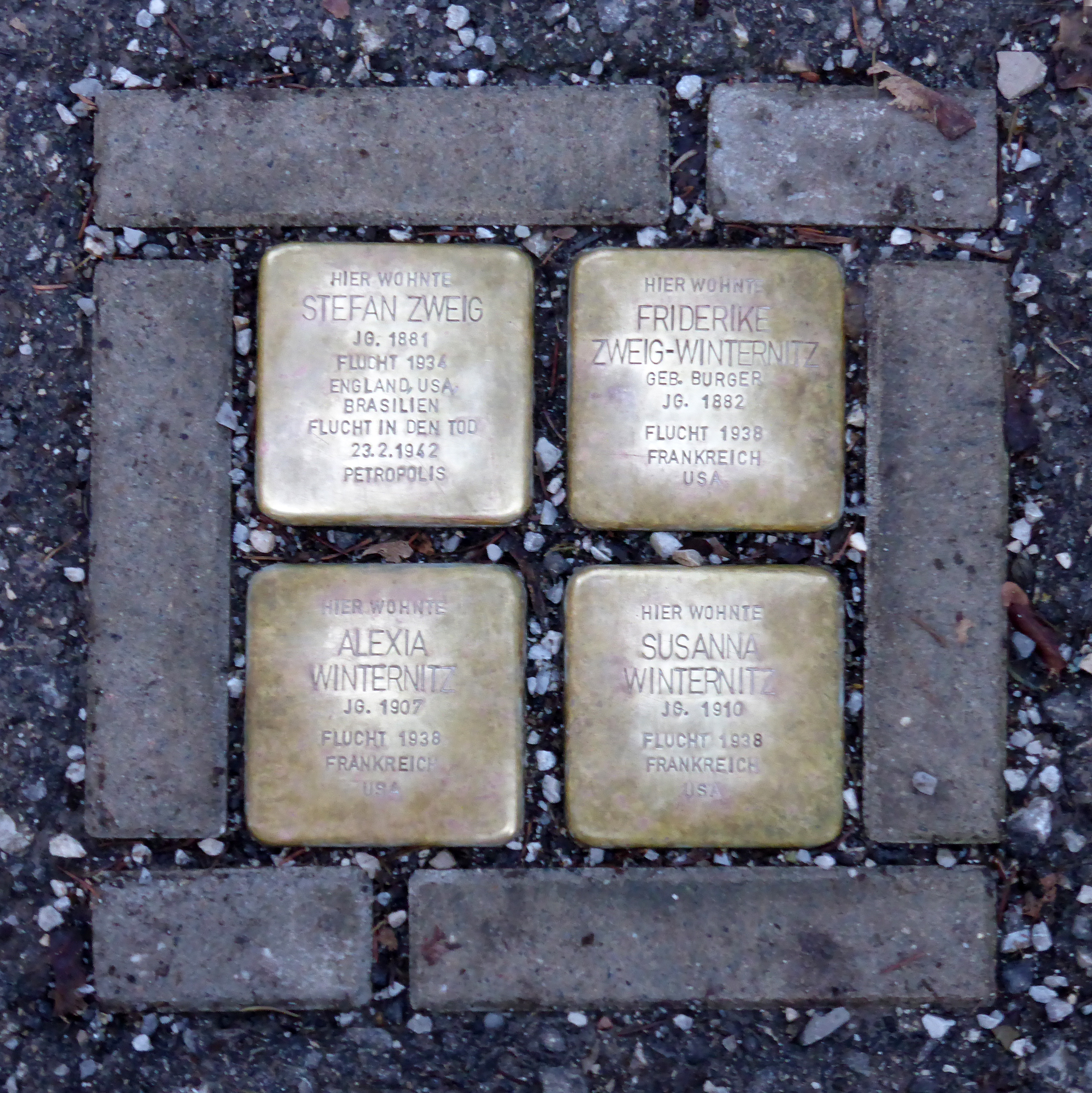
斯蒂芬·茨威格的绊脚石

嘉布遣山东坡最早的人类定居点可追溯到新石器时代。山上的大型史前定居点可追溯到公元前1100年。
1599-1605年，在中世纪堡垒"Trompeterschlössl"的旧址上，建立了嘉布遣会修道院。

## 修道院
修道院由Wolf Dietrich von Raitenau主教建立，作为抵御宗教改革的堡垒。第一个教堂修建在中世纪塔楼旧址上，于1602年祝圣。